# Modjo
Modjo er en fransk duo bestående af producer Romain Tranchart og sanger Yann Destagnol. De har haft stor succes med singlen "Lady (Hear Me Tonight)".
Romain og Yann mødte hinanden i 1998, hvorefter de begyndte deres samarbejde og debutsinglen "Lady (Hear Me Tonight)" udkom. 
Efter udgivelsen af singlen "No More Tears" i 2001 påbegyndte de to medlemmer deres respektive solokarrierer – dog uden at de gik hver til sit. 
I 2002 udkom singlen "On Fire".
| Musikgruppe | Spire Denne artikel om en musikgruppe er en spire som bør udbygges. Du er velkommen til at hjælpe Wikipedia ved at udvide den. |